# Dwars door België 1947
De 3e editie van Dwars door België werd verreden op zondag 16 maart 1947. De start en finish lagen in Waregem, de afstand bedroeg 207 km.

## Wedstrijdverloop
58 renners gingen van start in Waregem. Op de Kwaremont en Kruisberg gebeurde niet veel. Een tijdje was er een kopgroep van 5, deze werd bij Edingen ingelopen. Oreel ging net voor Deinze in de aanval, Deschacht die ook al in de kopgroep van 5 had gezeten wist mee te springen. Het tweetal had al gauw 2'50" voorsprong. Schotte zette de achtervolging in en zorgde ervoor dat het duo weer werd bijgehaald. Zo kwam er een groep van 17 renners vooraan bij het binnenrijden van Oudenaarde. Sercu plaatste een demarrage, Van Dijcke wist aan te pikken. Ook Masson probeerde naar het tweetal toe te rijden, maar slaagde daar niet in. Vlak voor Waregem moest Van Dijcke lossen. Sercu kwam alleen aan in Waregem en won deze editie van Dwars door België.

## Hellingen
De volgende hellingen moesten in de editie van 1947 beklommen worden:

## Uitslag
| Plaats  | Naam               | Ploeg | Tijd      |
| ------- | ------------------ | ----- | --------- |
| Winnaar | Albert Sercu       |       | 6u36'     |
| 2       | Julien van Dijcke  |       | op 2'40"  |
| 3       | Émile Masson       |       | op 4'45"  |
| 4       | Prosper Depredomme |       | op 12'00" |
| 5       | René Oreel         |       | z.t.      |
| 6       | Edgard De Caluwé   |       | z.t.      |
| 7       | Achiel Buysse      |       | z.t.      |
| 8       | Norbert Callens    |       | z.t.      |
| 9       | Briek Schotte      |       | z.t.      |
| 10      | Julien Janssens    |       | z.t.      |

1945 · 1946 · 1947 · 1948 · 1949 · 1950 · 1951 · 1952 · 1953 · 1954 · 1955 · 1956 · 1957 · 1958 · 1959 · 1960 · 1961 · 1962 · 1963 · 1964 · 1965 · 1966 · 1967 · 1968 · 1969 · 1970 · 1971 · 1972 · 1973 · 1974 · 1975 · 1976 · 1977 · 1978 · 1979 · 1980 · 1981 · 1982 · 1983 · 1984 · 1985 · 1986 · 1987 · 1988 · 1989 · 1990 · 1991 · 1992 · 1993 · 1994 · 1995 · 1996 · 1997 · 1998 · 1999 · 2000 · 2001 · 2002 · 2003 · 2004 · 2005 · 2006 · 2007 · 2008 · 2009 · 2010 · 2011 · 2012 · 2013 · 2014 · 2015 · 2016 · 2017 · 2018 · 2019 · 2020 · 2021 · 2022 · 2023 · 2024

Lijst van beklimmingen